# Pseudochromis andamanensis
Pseudochromis andamanensis är en fiskart som beskrevs av Lubbock, 1980. Pseudochromis andamanensis ingår i släktet Pseudochromis och familjen Pseudochromidae. Inga underarter finns listade i Catalogue of Life.